# Miguel Lorente Acosta
Miguel Lorente Acosta (Serón, 7 d'octubre de 1962) és un metge i professor universitari espanyol.

## Biografia
Doctorat en medicina, és especialista en cirurgia i mèdic forense per oposició des de 1988. És professor titular habilitat de medicina legal de la Universitat de Granada. Té un màster en Bioètica i Dret Mèdic. Va ser director de l'Institut de Medicina Legal de Granada i coordinador general dels Instituts de Medicina Legal d'Andalusia. De desembre de 2006 a 2008 va ser director general d'assistència jurídica a víctimes de violència de la Conselleria de Justícia de la Junta d'Andalusia.
Com a metge forense, Lorente ha aportat als textos elaborats en col·laboració amb l'Observatori la perspectiva científica i l'anàlisi mèdica forense dels fets i circumstàncies estudiats. Entre altres, figura com a expert en nombrosos dels informes anuals que l'Observatori publica sobre les sentències dictades en casos d'homicidis i assassinats de dones comesos en el si de la parella i en l'estudi sobre l'aplicació de l'agreujant de gènere en les sentències.
A més és professor de medicina legal en la Universitat de Granada i assessor de la Unitat d'Igualtat de la Universitat de Granada.
Té dos blocs: un és Cardiopatia poètica, on escriu els seus poemes i deixa sortir la seva vena més creativa i poètica. I un altre on publica els seus articles i el nom dels quals és autòpsia.

## Trajectòria política
Va ser nomenat Delegat del Govern per a la Violència de Gènere adscrit al Ministeri d'Igualtat a l'abril de 2008, en la segona legislatura del govern socialista de José Luís Rodríguez Zapatero en substitució d'Encarnación Orozco. Va ocupar el càrrec fins a desembre de 2011, quan va ser substituït per Blanca Hernández Oliver.
Va escriure nombroses publicacions dedicades a la violència contra la dona, la bioètica i l'anàlisi de l'ADN. És col·laborador permanent del diari El País, del lloc web Eldiario.es i del Huffington Post.

## Obres
- Tú haz la comida, que yo cuelgo los cuadros: trampas y tramposos en la cultura de la desigualdad, Barcelona, Editorial Crítica, 2014, ISBN 9788498927115.[8]
- La mano del predicador: conclusiones forenses sobre la muerte de Jesús. Madrid, Aguilar, 2010, ISBN 9788403096073
- Los nuevos hombres nuevos: los miedos de siempre en tiempos de igualdad. Barcelona, Ediciones Destino, 2009, ISBN 9788423341214.[9]
- Guía de buena práctica clínica en abordaje en situaciones de violencia de género. Madrid, International Marketing & Communications, 2004, ISBN 9788468873558.
- El rompecabezas: anatomía del maltratador. Barcelona, Ares y Mares, 2004, ISBN 9788484325123.[9]
- Mi marido me pega lo normal: agresión a la mujer: realidades y mitos. Barcelona, Ares y Mares, 2001, ISBN 9788484324492.[8]
- Agresión a la mujer: maltrato, violación y acoso: entre la realidad social y el mito cultural. Granada, Comares, 1998, ISBN 9788481515923.

## Premis i reconeixements
- Premi "María Miaja" per la seva lluita en favor dels drets de les dones. Atorgat pel Partit Socialista. (2015)[10]
- Premi "Pedro Zerolo" per la seva trajectòria en defensa de la igualtat. Atorgat per l'escola de pensament feminista "Amelia Valcárcel". (2016)[11]
- Premi "Mujeres en unión" pel seu compromís amb les dones i la igualtat de drets. Atorgat per la Unión de Actores y Actrices d'Espanya. (2017)[12]
- III Premi Luisa de Medrano a favor de la igualtat de gènere. Atorgat pel Govern de Castella-la Manxa. (2017)[13]
- Premi Igualtat 2018, per la seva labor com a expert en violència de gènere. Atorgat per la Universitat d'Alacant. (2018)[14]
- Premi de l'Observatori contra la violència domèstica i de gènere 2019 per la seva labor més destacada en l'erradicació de la violència de gènere. (2019)[15]